# Arup Jensen
C. Arup Jensen (1906 - 1956) er en dansk maler født i København. Han læste på Kunstakademiet, og gennemgik akademiets dekorationsklasser, inden han studerede på egen hånd. Speciale i havnemotiver.